# مقادیر جداشده با تب
مقادیر جداشده با تب (انگلیسی: Tab-separated values) به اختصار TSV یک فرمت متن ساده برای ذخیره‌سازی داده‌ها در یک ساختار جدولی است به عنوان مثال، جدول پایگاه‌داده یا داده‌های گسترد. هر رکورد در جدول یک خط از فایل متن است. هر مقدار از مقدار بعدی با یک تب جدا می‌شود. فرمت TSV یک نوع از فرمت Delimiter-separated values است.
مقادیر جداشده با تب (TSV) یک فرمت فایل ساده است که به‌طور گسترده پشتیبانی می‌شود، بنابراین اغلب در تبادل داده مورد استفاده قرار می‌گیرد تا داده‌های جدولی بین برنامه‌های کامپیوتری مختلف را جابجا کند. برای مثال، یک فایل TSV ممکن است برای انتقال اطلاعات از یک برنامه پایگاه‌داده به صفحه گسترده استفاده شود.
TSV می‌تواند جایگزینی برای مقادیر جداشده با ویرگول (csv) باشد، که اغلب به دلیل نیاز به فرار (escape) از ویرگول در داده‌های متنی بسیار رایج است، با توجه به اینکه نیاز به وجود تب در متن بسیار نادر است.

## مثال
برای مثال بخش ابتدایی مجموعه داده گل زنبق به پسوند TSV به شکل زیر است (توجه داشته باشید که مبدل HTML تب را به فاصله تبدیل می‌کند)
```
Sepal length	Sepal width	Petal length	Petal width	Species
5.1	3.5	1.4	0.2	I. setosa
4.9	3.0	1.4	0.2	I. setosa
4.7	3.2	1.3	0.2	I. setosa
4.6	3.1	1.5	0.2	I. setosa
5.0	3.6	1.4	0.2	I. setosa

```

متن سادهٔ TSV بالا یه صورت زیر صفحه گستردهٔ زیر دیده می‌شود:
| Sepal length | Sepal width | Petal length | Petal width | Species   |
| ------------ | ----------- | ------------ | ----------- | --------- |
| 5.1          | 3.5         | 1.4          | 0.2         | I. setosa |
| 4.9          | 3.0         | 1.4          | 0.2         | I. setosa |
| 4.7          | 3.2         | 1.3          | 0.2         | I. setosa |
| 4.6          | 3.1         | 1.5          | 0.2         | I. setosa |
| 5.0          | 3.6         | 1.4          | 0.2         | I. setosa |